# Hans-Joachim Bertelsmann
Hans-Joachim Bertelsmann (29 de Abril de 1916 - † 1 de Março de 1944) foi um comandante de U-Boot que serviu na Kriegsmarine durante a Segunda Guerra Mundial.